# 金文泰广场
金文泰广场（英語：The Clementi Mall）是一间位于新加坡金文泰镇中心的购物中心，是一座五层楼高的购物中心，拥有29万平方英尺的零售空间。中心于2011年1月开始营业，同年5月正式开业。该商场归CM Domain私人有限公司所有。购物中心上方是“Clementi Towers”，Clementi Towers是全国第一个融合购物中心和巴士转换站为一体的政府组屋综合项目。
该购物中心拥有135家零售店，其中包括16家餐厅和咖啡馆。主要租户包括最好電器和职总平价精品超市，商场里也曾拥有一间BHG百货商店。金文泰公共图书馆和西海岸市镇理事会办公室都位于购物中心内。曾设于大牌443的新加坡邮政的分局也迁至本商场的5楼。

## 交通衔接
金文泰巴士转换站可直接通往商场，现有的金文泰地铁站直接与商场的第3层相连。